# Shun Morishita
Shun Morishita (Mie, 11 mei 1986) is een Japans voetballer.

## Carrière
Shun Morishita speelde tussen 2005 en 2011 voor Júbilo Iwata en Kyoto Sanga FC. Hij tekende in 2012 bij Kawasaki Frontale.